# إيفان كرسبو
إيفان كرسبو (بالإسبانية: Iván Crespo)‏ هو لاعب كرة قدم إسباني، ولد في 10 ديسمبر 1984 في سانتاندير في إسبانيا. لعب مع ديبورتيفو ألافيس وريال مورسيا ونادي ميرانديس.

## وصلات خارجية
- إيفان كرسبو على موقع قاعدة بيانات كرة القدم.إي يو (الإنجليزية)
- إيفان كرسبو على موقع Soccerway.com (الإنجليزية)
- إيفان كرسبو على موقع AS.com (الإسبانية)